# Galerie Roberta Guttmanna
Galerie Roberta Guttmanna je výstavní prostor Židovského muzea v Praze.
Nachází se v budově někdejší židovské nemocnice, která byla v roce 1935 podle návrhu Karla Pecánka přistavěna k budově Španělské synagogy.
Galerie nese jméno židovského naivního malíře a sionisty Roberta Guttmanna (1880–1942), výstavou jehož děl v roce 2001 také zahájila svou činnost.
Vzhledem ke svým klimatickým a světelným podmínkám může sloužit i k představení historicky cenných a citlivých předmětů. Výstavy, které se zde konají, seznamují návštěvníky zpravidla s důležitými milníky historie českých Židů.